# Ghettolimpo
| Recensione | Giudizio |
| ---------- | -------- |
| Newsic     | 8,25/10  |
| Ondarock   | 7,5/10   |
| Rockit     | Positivo |
| Rockol     | 7,5/10   |

Ghettolimpo è il secondo album in studio del cantautore italiano Mahmood, pubblicato l'11 giugno 2021 dalla Island Records.
L'album è stato posizionato al decimo posto della classifica dei 20 migliori dischi italiani dell'anno stilata dalla rivista Rolling Stone Italia.

## Descrizione
L'album è stato descritto come «un Nuovo Mondo in cui ogni traccia racconta la storia di un personaggio che si rivela all'ascoltatore brano dopo brano. Ghettolimpo racconta di figure straordinarie che cercano di dare un senso alla propria vita».

## Promozione
La promozione dell'album è iniziata a gennaio 2020 con l'uscita del singolo Rapide. L'uscita dell'album, inizialmente prevista per la primavera dello stesso anno, verrà poi posticipata a causa della pandemia di COVID-19. Nel luglio dello stesso anno arriva la pubblicazione del secondo singolo Dorado in collaborazione con Sfera Ebbasta e il rapper colombiano Feid.
A febbraio 2021 viene pubblicato il terzo singolo dell'album, Inuyasha, mentre ad aprile viene pubblicato il singolo Zero, che funge da tema principale dell'omonima serie televisiva su Netflix. Il mese seguente è stata la volta del quinto singolo Klan, distribuito in concomitanza con l'annuncio della lista tracce del disco.
L'11 giugno è uscito il video per la quarta traccia Kobra girato alla darsena di Ravenna. Con questo video Mahmood segna la collaborazione con il brand di modellini di automobili giocattolo Hot Wheels. A fine agosto è uscito il sesto singolo Rubini scritto a quattro mani con Elisa durante un soggiorno in Toscana e cantato in duetto con la stessa.
Il 30 giugno Mahmood ha lanciato una serie di NFT ispirati a Ghettolimpo, rendendo disponibile per l'occasione un'edizione audiocassetta del disco.

## Tracce
Testi di Alessandro Mahmoud, eccetto dove indicato.
1. Dei – 2:23 (musica: Francesco Fugazza, Marcello Grilli)
2. Ghettolimpo – 3:54 (musica: Francesco Fugazza, Marcello Grilli)
3. Inuyasha – 3:54 (musica: Dario Faini)
4. Kobra – 3:00 (musica: Francesco Catitti, Dario Faini)
5. Baci dalla Tunisia – 4:00 (musica: Josh Rosinet, Dario Faini)
6. Klan – 2:59 (testo: Alessandro Mahmoud, Davide Petrella – musica: Dario Faini)
7. Zero – 4:17 (testo: Alessandro Mahmoud, Davide Petrella – musica: Dario Faini)
8. Rubini (feat. Elisa) – 3:48 (testo: Alessandro Mahmoud, Elisa Toffoli – musica: Dario Faini)
9. Dorado (feat. Sfera Ebbasta e Feid) – 2:58 (testo: Alessandro Mahmoud, Davide Petrella, Gionata Boschetti, Sen Senra, Feid – musica: Dario Faini)
10. Talata (٣) – 3:08 (musica: Dario Faini)
11. T'amo – 4:32 (testo: Alessandro Mahmoud, Salvatore Sini – musica: Francesco Fugazza, Marcello Grilli, Giuseppe Rachel)
12. Karma (feat. Woodkid) – 3:33 (musica: Yoann Lemoine)
13. Rapide – 4:03 (musica: Dario Faini, Francesco Catitti)
14. Icaro è libero – 2:55 (musica: Francesco Catitti)

Traccia bonus nell'edizione digitale
1. Klan (Spanish Version) – 2:59 (testo: Alessandro Mahmoud, Davide Petrella – musica: Dario Faini)

Ghettolimpo - Rarities – 12" bonus nell'edizione deluxe
- Lato A

1. Dorado (Solo Version)
2. Moonlight popolare (feat. Massimo Pericolo)
3. Rapide (Acoustic)

- Lato B

1. Inuyasha (Acoustic)
2. Calipso (Acoustic)
3. Barrio (Shablo RMX)

## Formazione
Musicisti
- Mahmood – voce
- Francesco Fugazza – programmazione della batteria (tracce 1, 2 e 11), chitarra (tracce 1-3, 11), programmazione dei sintetizzatori (tracce 1, 2 e 13), santur e campionatore (traccia 5)
- Marcello Grilli – programmazione della batteria (tracce 1, 2 e 11), pianoforte (traccia 2), chitarra (tracce 2, 3, 11), santur e campionatore (traccia 5), programmazione dei sintetizzatori (tracce 11 e 13)
- Vanni Casagrande – programmazione aggiuntiva (tracce 3, 5 e 8)
- Carmelo Patti – strumenti ad arco (tracce 3, 5 e 13)
- Valentina Sgarbossa – violoncello (traccia 3)
- Francesco Catitti – sintetizzatore e programmazione (tracce 4 e 14), pianoforte (traccia 14)
- Dardust – pianoforte (tracce 7, 8 e 13)
- Elisa – voce (traccia 8)
- Gianmarco Grande – chitarra (traccia 8)
- Sfera Ebbasta – voce (traccia 9)
- Feid – voce (traccia 9)
- Intrempas – coro (traccia 11)
- Woodkid – voce (traccia 12)
- Giorgio De Lauri – programmazione aggiuntiva (traccia 14)

Produzione
- Muut – produzione (tracce 1, 2 e 11)
- Dardust – produzione (tracce 3-10)[18]
- Katoo – produzione (tracce 4 e 14), registrazione
- Woodkid – produzione (traccia 12)
- Massimo Cortellini – montaggio parti vocali
- Pino "Pinaxa" Pischetola – missaggio, mastering
- Andrea Suriani – missaggio (tracce 3, 7, 11-14)

## Classifiche

### Classifiche settimanali
| Classifica (2021) | Posizione massima |
| ----------------- | ----------------- |
| Italia            | 2                 |
| Spagna            | 80                |
| Svizzera          | 24                |

### Classifiche di fine anno
| Classifica (2021) | Posizione |
| ----------------- | --------- |
| Italia            | 45        |
| Classifica (2022) | Posizione |
| Italia            | 99        |